# Панчо Клаус

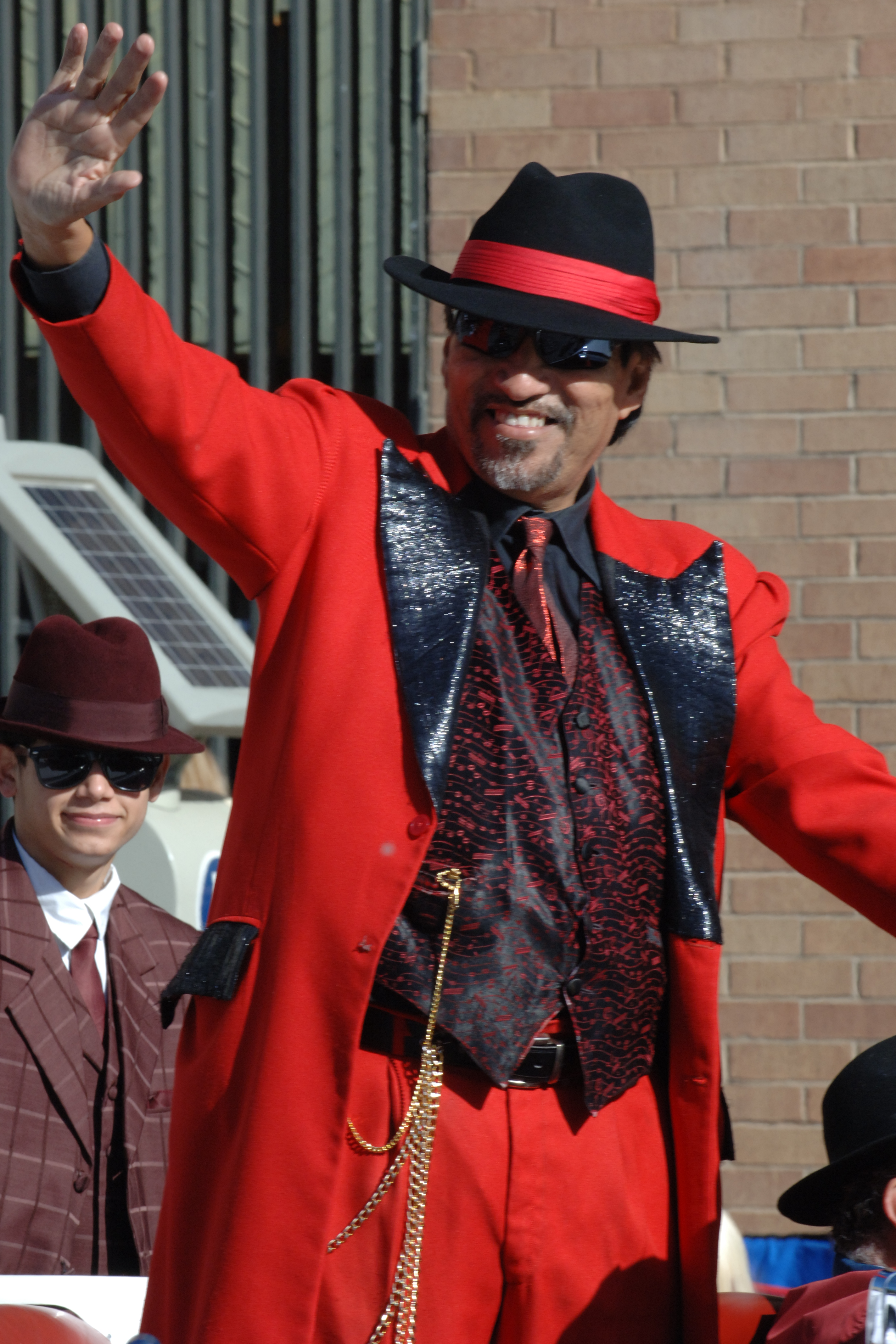
Ричард Рейес в нестандартном образе Панчо Клауса в 2009 году, Хьюстон

Панчо Клаус (исп. Pancho Claus) — мексиканский вариант Санта-Клауса, распространённый также частично в США, особенно в Техасе. Иногда Панчо Клаус называется текс-мекс-версией Санта-Клауса. Появившийся благодаря латиноамериканскому движению за гражданские права 1970-х годов, образ Панчо Клауса тесно связан с благотворительностью, обменом подарками и мероприятиями для обездоленных детей.

## История и традиция
Академик Лоренсо Кано из университета Хьюстона полагает, что впервые Панчо Клаус появился к северу от границы США благодаря желанию мексиканских жителей «обустроить место и пространство для себя». В 1970-х годах это совпало с ростом интереса к латиноамериканским празднествам, таким как Синко де Майо и Мексиканский день независимости.
Согласно традиции, Панчо Клаус прибывает с Южного полюса и называется южным кузеном Санта-Клауса. В отличие от своих более традиционных «собратьев» Санта-Клауса или Деда Мороза, Панчо Клаус носит чёрные или чёрные с проседью волосы, бороду, иногда усы, на голову надевает сомбреро, а вместо красного кафтана или шубы использует накидку пончо или сарапе. Вместо саней с оленями Панчо Клаус передвигается на телеге, запряжённой ослами. В Западном Техасе Панчо Клауса называют Панчо Клосом (англ. Pancho Clos) для более отчётливого отделения от Санта-Клауса.

### Практика и наиболее известные изображения
В Лаббоке (Техас), где традиция идёт с 1971 года, Панчо посещает школы, церкви и супермаркеты. Ежегодно в воскресенье перед Рождеством в Роджерс-парке устраивается большой благотворительный праздник с раздачей еды и подарков бедным детям. Главным Панчо Клаусом Лаббока на протяжении последних 30 лет является 71-летний Хулиан Перес. В Сан-Антонио роль играет Руди Мартинес, который также посещает школы, церкви, дарит подарки и индейки пятидесяти обездоленным семьям.
Один из наиболее известных Панчо Клаусов Ричард Рейес поддерживает традицию в Хьюстоне (Техас) с 1981 года. Рейес носит нехарактерный зут-костюм, шляпу-федору и ежегодно собирает 40 тыс. долларов от корпоративных спонсоров в поддержку своей деятельности. Рейес и его «армия» волонтёров устраивают рождественские праздники с бесплатной едой и раздачей подарков для детей из наиболее бедных семей города. До 10 тысяч подарков раздаются ежегодно Рейесом и его командой. В течение года он проводит программы по оказанию помощи арестованным подросткам, помогая им вернуться в школу, найти работу или даже дом. В 2018 году Рейес попал в больницу по состоянию здоровья, но обещал поправиться и вновь участвовать в ежегодном мероприятии.